# Diepenbroich (Leichlingen)
Diepenbroich ist ein Wohnplatz in der Stadt Leichlingen (Rheinland) im Rheinisch-Bergischen Kreis.

## Lage und Beschreibung
Diepenbroich liegt nordöstlich des Leichlinger Zentrums am Rande der zum Unteren Wuppertal abfallenden Leichlinger Hochfläche. Der Ortsbereich bildet mit dem größeren Nachbarorten Oberschmitte und Bennert sowie Ellenbogen heute einen größeren Siedlungsbereich. Nördlich von Diepenbroich liegt das Naturschutzgebiet Siefental nördlich Oberschmitte.
Weitere Nachbarorte sind Leysiefen, Haus Nesselrath, Altenhof, Scheidt, Hohlenweg, Dierath, Buntenbach, Weide, Waltenrath, Bergerhof und Bertenrath. Wüst gefallen ist Büchelshäuschen.

## Geschichte
Diepenbroich erscheint erstmals auf der Preußischen Uraufnahme von 1844. Die Messtischblätter der amtlichen Topografischen Karte 1:25:000 zeigen den Ort beschriftet bis zur Ausgabe 1974, danach ist der ganze Ortsbereich als Oberschmitte verzeichnet.